# Выгода (Брестская область)
Вы́года (бел. Выгада) — деревня в Кобринском районе Брестской области Белоруссии. Входит в состав Городецкого сельсовета.
По данным на 1 января 2016 года население составило 10 человек в 7 домохозяйствах.

## География
Деревня расположена на южном берегу Днепровско-Бугского канала, в 32 км к юго-востоку от города Кобрин, 8 км от станции Городец, в 76 км к востоку от Бреста, у шоссе М1 Брест-Минск.

## История
Населённый пункт известен с 1890 года как один из семи посёлков в составе деревни Углы. В разное время население составляло:
- 1999 год: 15 хозяйств, 33 человека;
- 2009 год: 9 человек;
- 2016 год[2]: 7 хозяйств, 10 человек;
- 2019 год[1]: 7 человек.